# Guido de Charpigny
Guido de Charpigny, proveniente de una familia de caballeros de Lille, fue el segundo barón de Vostitsa (actual Egio) del Principado de Acaya en la Grecia franca.
Era el hijo del primer barón, Hugo I de Charpigny, y lo sucedió después de su muerte a mediados del siglo XIII.
En 1289 también sirvió durante unos meses como el bailío del rey de Nápoles en Acaya. Era muy estimado por el pueblo de Morea, pero fue asesinado en Xylokastro en 1295 por un magnate griego de Kalavryta llamado Focio, quien lo confundió con Gualterio de Liederkerque, el castellano del Acrocorinto, contra el que Focio tuvo quejas. Según la Crónica de Morea, cuando los gritos de los siervos de Guido revelaron a Focio su error, el griego tomó al moribundo en sus brazos y pidió perdón, pero Guido terminó muriendo en sus brazos. Fue sucedido por su hijo, Hugo II.